# 김용진 (1902년)
김용진(金溶珍, 1902년 1월 28일 ~ 1970년 2월 8일)은 대한민국의 정치인이다. 제4·5대 국회의원을 역임하였다. 경상남도 진주 출신이다.

## 학력
- 진주사립양정학원고등과졸업
- 일본조도전대학중학강의록교외생독학

## 약력
- 진양금융조합장
- 창령군수
- 창원군수
- 경남도의회의장
- 민주당중앙위원
- 민주당경남도당위원장

## 역대 선거 결과
|  | 55.47% |

|  | 55.79% |

|  | 19.39% |